# Tom Caluwé
Tom Caluwé est un footballeur international belge né le 11 avril 1978 à Rumst (Belgique).

## Carrière professionnelle
Débutant au KRC Malines, il intègre à l'été 1996 le noyau A du FC Malines.
Début 2000, il est transféré au club de Willem II Tilburg.
Mi-janvier 2006 il s'engage avec le club du FC Utrecht.
En juillet 2009, Caluwé part joué dans le club qatari, Al-Wakrah SC.
Été 2010, il revient en Belgique, pour une courte durée au STVV.
Janvier 2011, il s'engage avec les Chypriotes de AEK Larnaca.
Six mois plus tard, il revient en Belgique en Promotion (= D4) au K Londerzeel SK, où il terminera sa carrière de joueur en juillet 2014.

## Carrière internationale
Il a joué un match amical avec l'équipe de Belgique contre l'Arabie Saoudite en 2006. Après 3 minutes, Tom marque son seul et unique but sous la vareuse des Diables Rouges.

## Carrière d'entraineur
En 2014, il devient entraineur adjoint au KV Mechelen pour remplacer  Patrick Van Houdt.
Septembre 2016, il est T1 d'un soir contre le K Saint trond VV.
Le 23 octobre 2017, Yannick Ferrera, entraineur du KV Mechelen est limogé, Tom assure, à nouveau, pour 2 matchs le poste de T1.
En mai 2018, il est promu au département technique sportif de Malines, en tant qu’assistant du directeur sportif du club, Stefaan Vanroy.
Eté 2019, il est nommé directeur sportif du KV Mechelen. 

## Palmarès
- International belge en 2006 (1 sélection).